# بورا بورا
بورا بورا (بالإنجليزية: Bora Bora)‏ هي جزيرة من جزر ليوارد الذي يشكل جزء أرخبيل المجتمع في بولينيزيا الفرنسية التابعة لفرنسا في المحيط الهادي. تقع الجزيرة على بعد 230 كم شمال غرب بابيتي، تحيط بالجزيرة بحيرة وحاجز شعاب مرجانية. تتكون الجزيرة من بقايا براكين خامدة ترتفع إلى اثنين من القمم، جبل باهيا وجبل أويتمانو ويصل أعلى ارتفاع في الجزيرة إلى 727م.
تتركز كثافة السكان في منطقة فيتابي على الجانب الغربي من الجزيرة خلال أغسطس، 2007م بلغ تعداد سكان الجزيرة الكلي إلى 8,880 نسمة وتقتصر منتجات الجزيرة في الغالب على المنتجات البحرية ومحاصيل أشجار جوز الهند وثمارها.

## التسمية
الاسم الأصلي للجزيرة في اللغة التاهيتية هو Pora Pora، والذي يعني: الولادة الأولى.

## جغرافيا
تتكوّن بورا بورا من مجموعة جزر؛ حيث تعدّ بورا بورا الجزيرة الرئيسيّة في هذه الجزر، وهناك جزر أخرى غيرها مثل: جزيرة الشعب المرجانيّة تابي، وجزيرة الشعب المرجانية أتول. بالإضافة إلى أنّ موقع جزر بورا بورا الجغرافي يميّزها؛ حيث تحدّها من الجهة الشماليّة جزيرة الشعب المرجانية أتول، كما لا يوجد سكّان فعليين على جزيرتي تابي وأتول، وإنّما يأتيها العمّال لحصد ثمار جوز الهند.

## الإدارة
تعتبر الجزيرة إدارياً بلدية في التقسيم الإداري لبولينيزيا الفرنسية وهي تابعة لمنطقة جزر ليوارد. بلدية بورا بورا تتكون من جزيرة بورا بورا مع جزر أخرى تتكون من شعب وهما تابي وأتول، ويقعان إلى الشمال من بورا بورا. جزيرة تابي ليس فيها سكان دائمون وإنما ينتقل إليها دورياً حوالي 50 عامل لجني ثمار محصول جوز الهند.

## التاريخ

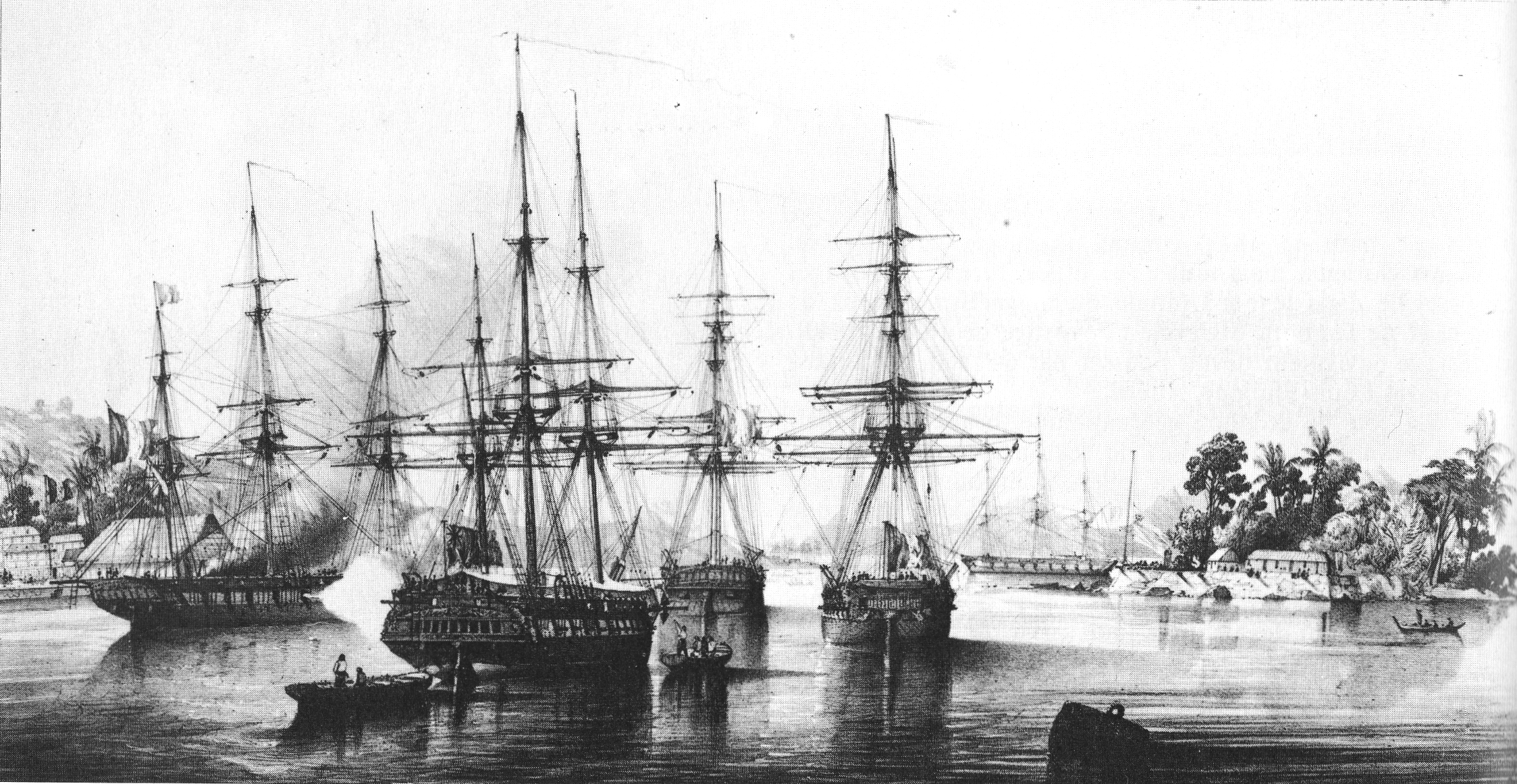
آبل Aubert Dupetit Thouars تولي تاهيتي الارخبيل على 9 سبتمبر 1842.

أول من استوطن الجزيرة هم البولينيزيون في حوالي القرن الرابع للميلاد وقد أطلقوا عليها اسم فافاو. أول من شاهد الجزيرة كان الأروبي جاكوب روغجفين عام 1722م. وكذلك المستكشف جيمس كوك عام 1769م. وصلت جمعية التبشير اللندنية إلى الجزيرة عام 1820م. وفي عام 1842م أصبحت بورا بورا محمية فرنسية ولازالت كذلك حتى اليوم.

### الحرب العالمية الثانية
بعد أحداث 7 ديسمبر، 1941م وبعد الهجوم على قاعدة بيرل هاربر من طرف اليابان، ودخول الولايات المتحدة الحرب العالمية الثانية. اختيرت بورا بورا قاعدة منطقة جنوب المحيط الهادئ لأهداف عسكرية حيث كانت تستعمل كمستودع للنفط ومهبط للطائرات وقاعدة بحرية، كما شيدت حصن دفاعي معروف باسم عملية البوبكات (بالإنجليزية: Operation Bobcat)‏، كانت تحتوي على 9 سفن عسكرية و 20,000 طن من المعدات وما يقرب من 5,000 جندي. كما كان هناك سبعة مدافع بحرية ضخمة اقيمت في نقاط إستراتيجية في أنحاء الجزيرة لحمايتها ضد أي هجوم عسكري محتمل.

## الاقتصاد

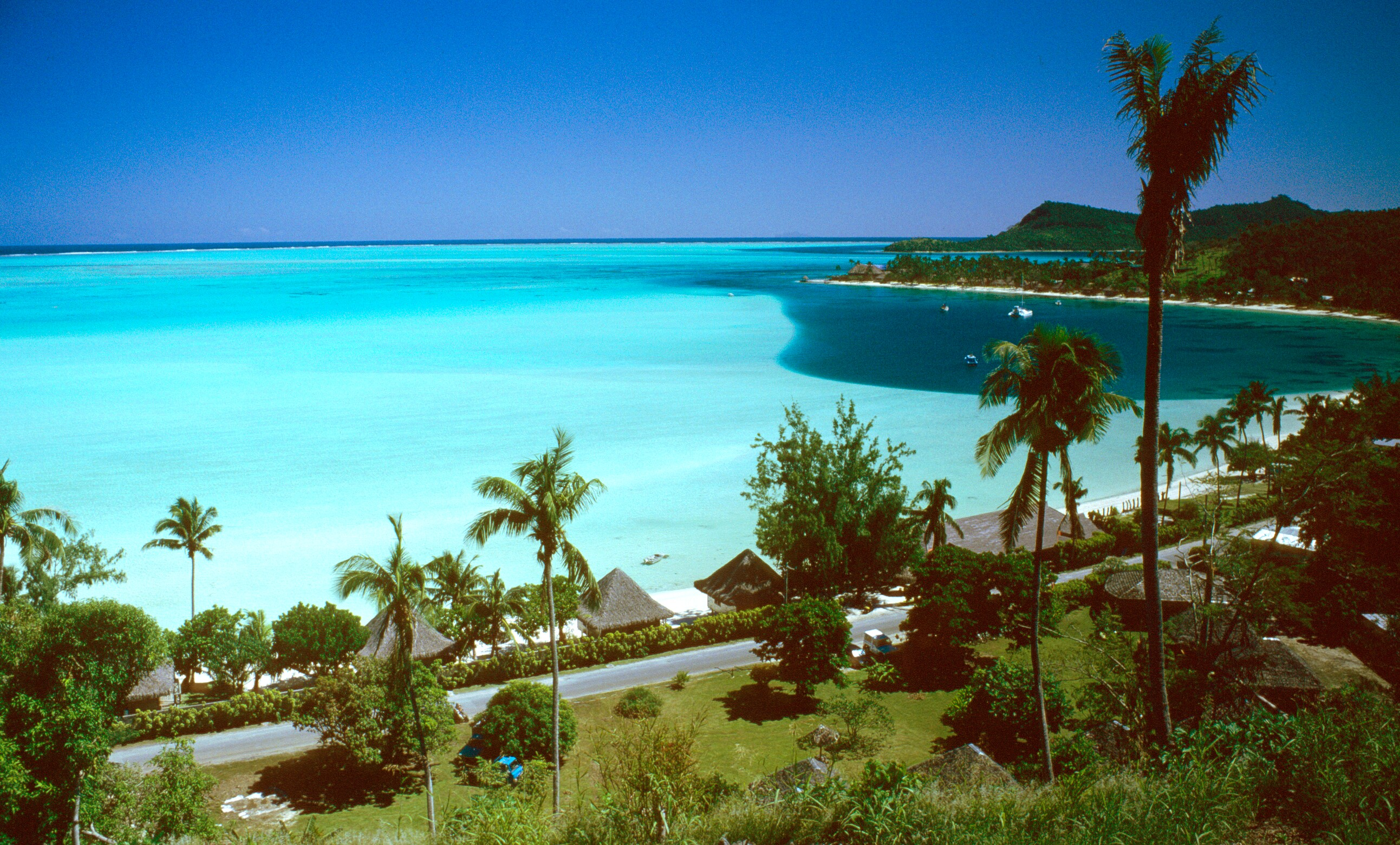
بيتش واجون

تعتمد الجزيرة بشكل أساسي على السياحة.

## السكان
على الرغم من الفرنسية والتاهيتية هي أهم اللغات التي يتحدث بها السكان، وكانوا على اتصال مع بعض السياح عموما قيادة الإنجليزية. معظم زوار بورا بورا هي الأمريكية واليابانية أو الأوروبية. وسائل النقل العام على الجزيرة محدودة، تتألف من حافلة واحدة في منتصف الطريق الذي يذهب في جميع أنحاء الجزيرة، وعودة كل ساعة تقريبا. الدراجات الموصى طريقة النقل. هناك أيضا متعة صغيرة لتأجير السيارات في Vaitape. بورا بورا هو مرصود لالغطس والغوص في وحول البحيرة. أنواع كثيرة من أسماك القرش وق الأشعة تسكن المحيطة هيئة المياه. وهناك عدد قليل من المشغلين الغوص على الجزيرة تعرض مانتا شعاع الغطس والغوص لالقرش الثديية.

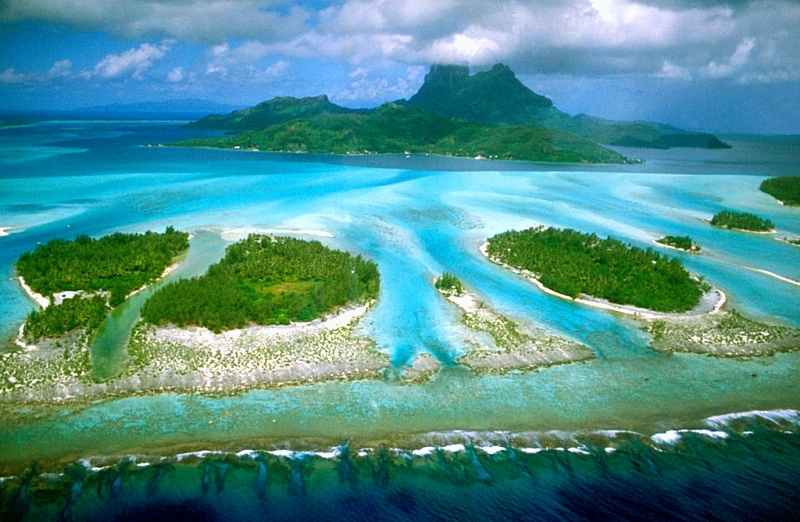
منظر جوي لبورا بورا
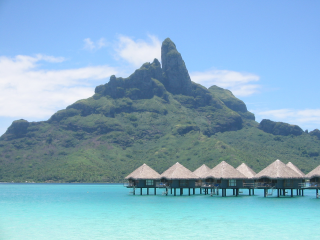
جبل أوتيمانو
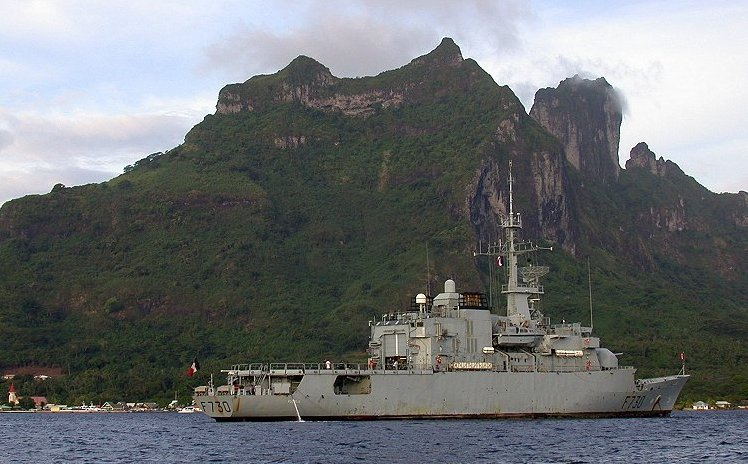
لفرقاطة الفرنسية Floréal، في بورا بورا البحيرة
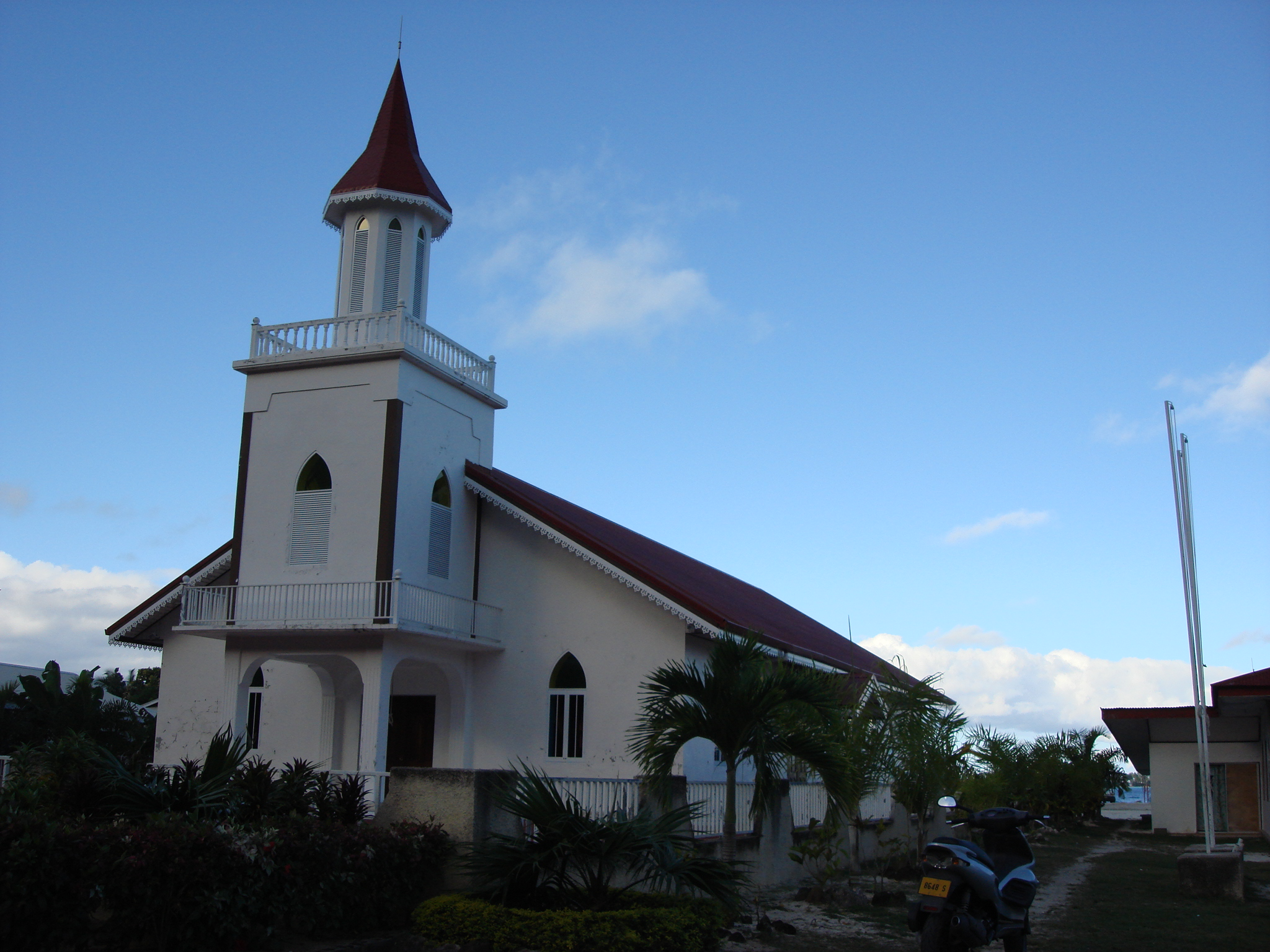
الكنيسة البروتستانتية في آنو
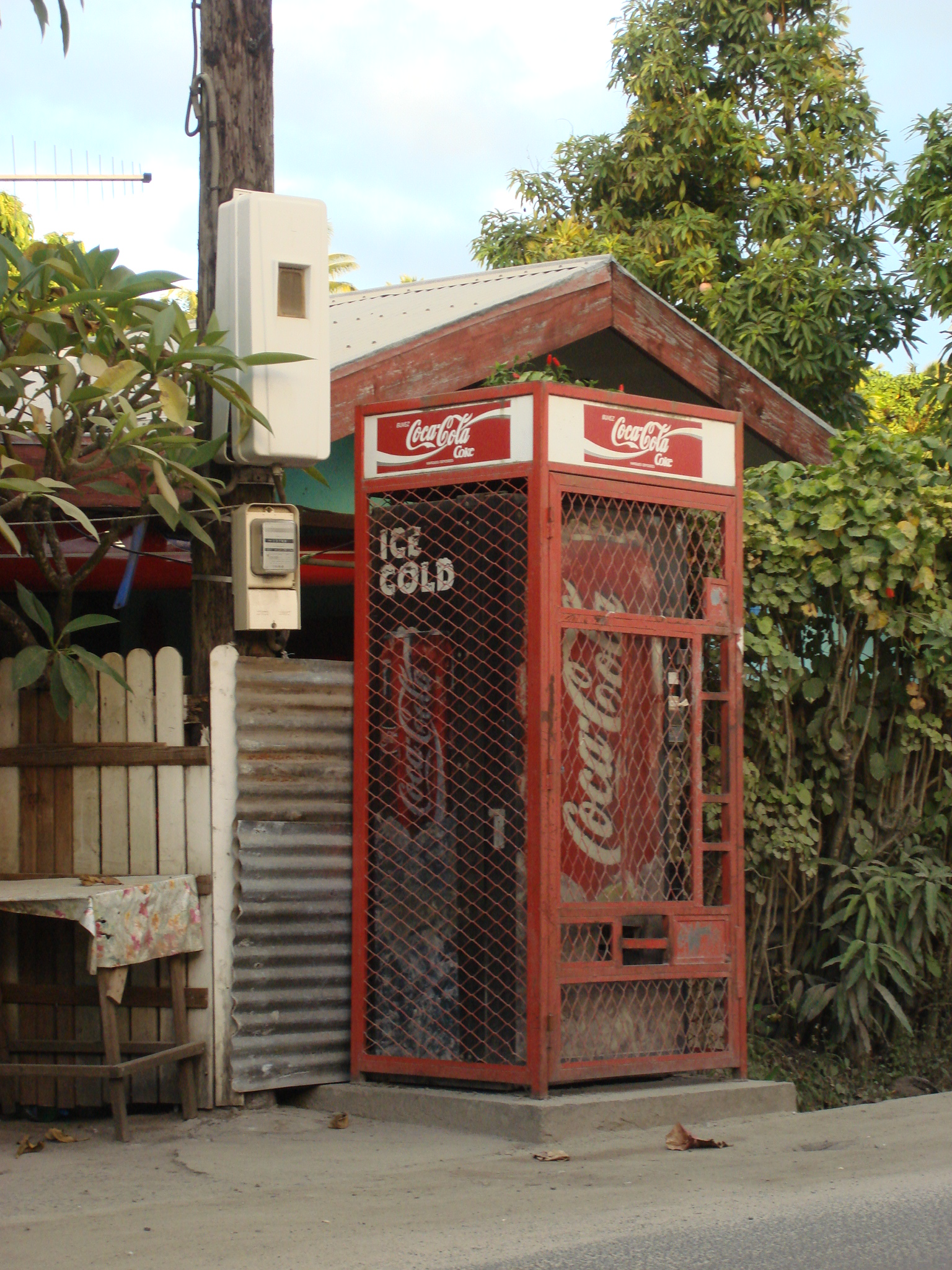
شركة كوكا كولا في فيتابي

## وصلات خارجية
- بورا بورا -- دليل للسياح
- بورا بورا على مشروع الدليل المفتوح

‌